# Kostel svatého Jiljí (Jaroslavice)
Kostel svatého Jiljí je římskokatolický farní kostel v Jaroslavicích stojící na svahu pod zámkem. Je chráněn jako kulturní památka České republiky. Jde o farní kostel farnosti Jaroslavice.

## Architektura
Jednolodní podélná stavba s odsazeným půlkruhovým uzavřeným kněžištěm. Ve věži kostela je zvon umíráček z roku 1777, další zvon věnovali místní rodáci v roce 1992. Kostel byl v minulosti spojen se zámkem krytým klasicistním schodištěm z let 1788-91, jehož torzo je ve špatném stavu.

## Interiér
K původnímu vybavení patří barokní vyřezávané lavice. Okna jsou malovaná. Kónická křtitelnice pod kruchtou je snad pozůstatkem středověké křtitelnice. Dřevořezba Krista na kříži, která byla původně součástí hlavního oltáře, je dílem sochaře Ondřeje Schweigla. Oltářní obraz Glorifikace sv. Jiljí z roku 1819 je od Johanna Nepomuka Höfflera.

## Bohoslužby
Bohoslužby se konají v neděli v 8:00.

## Galerie

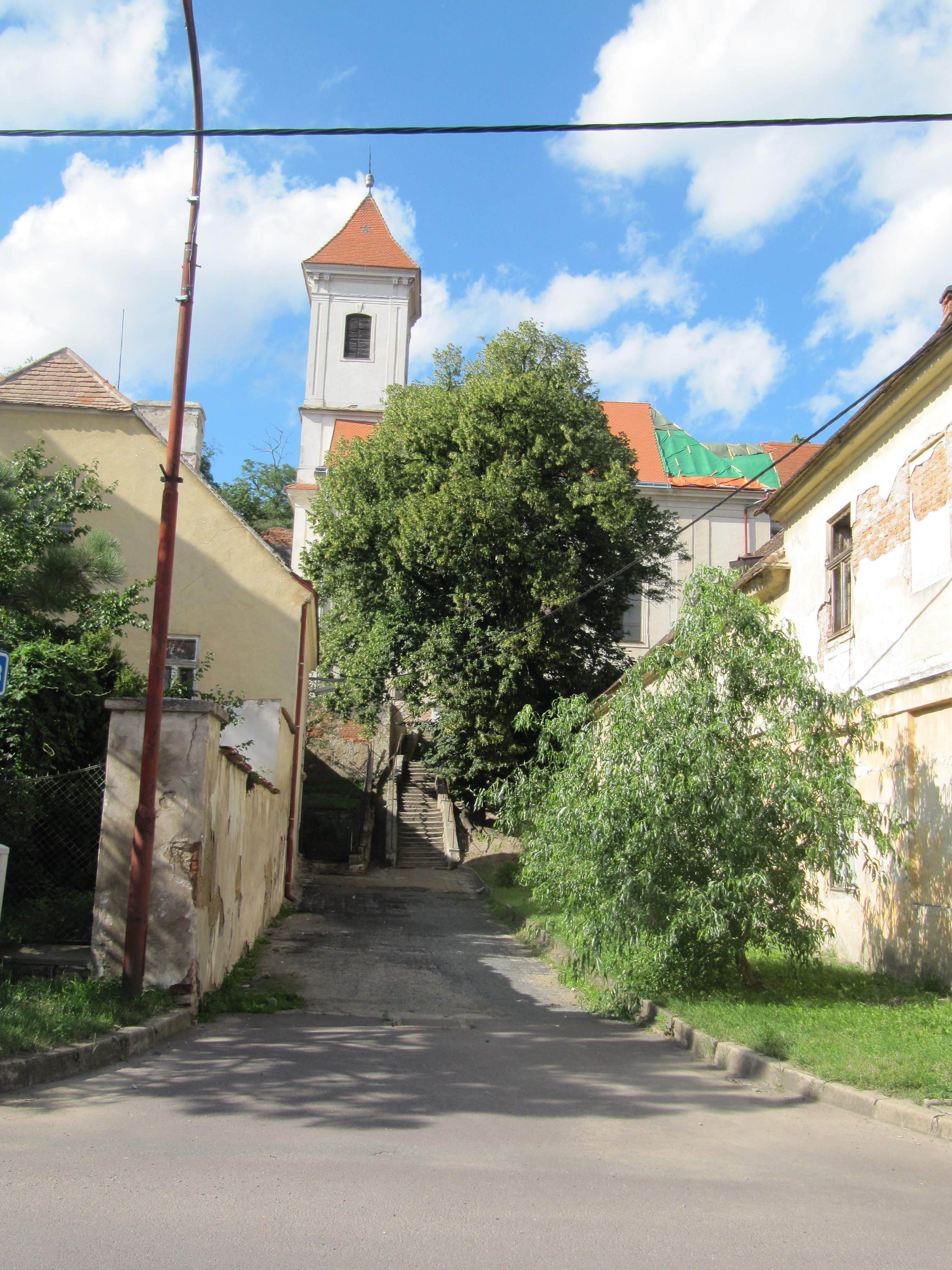
Ulička ke kostelu
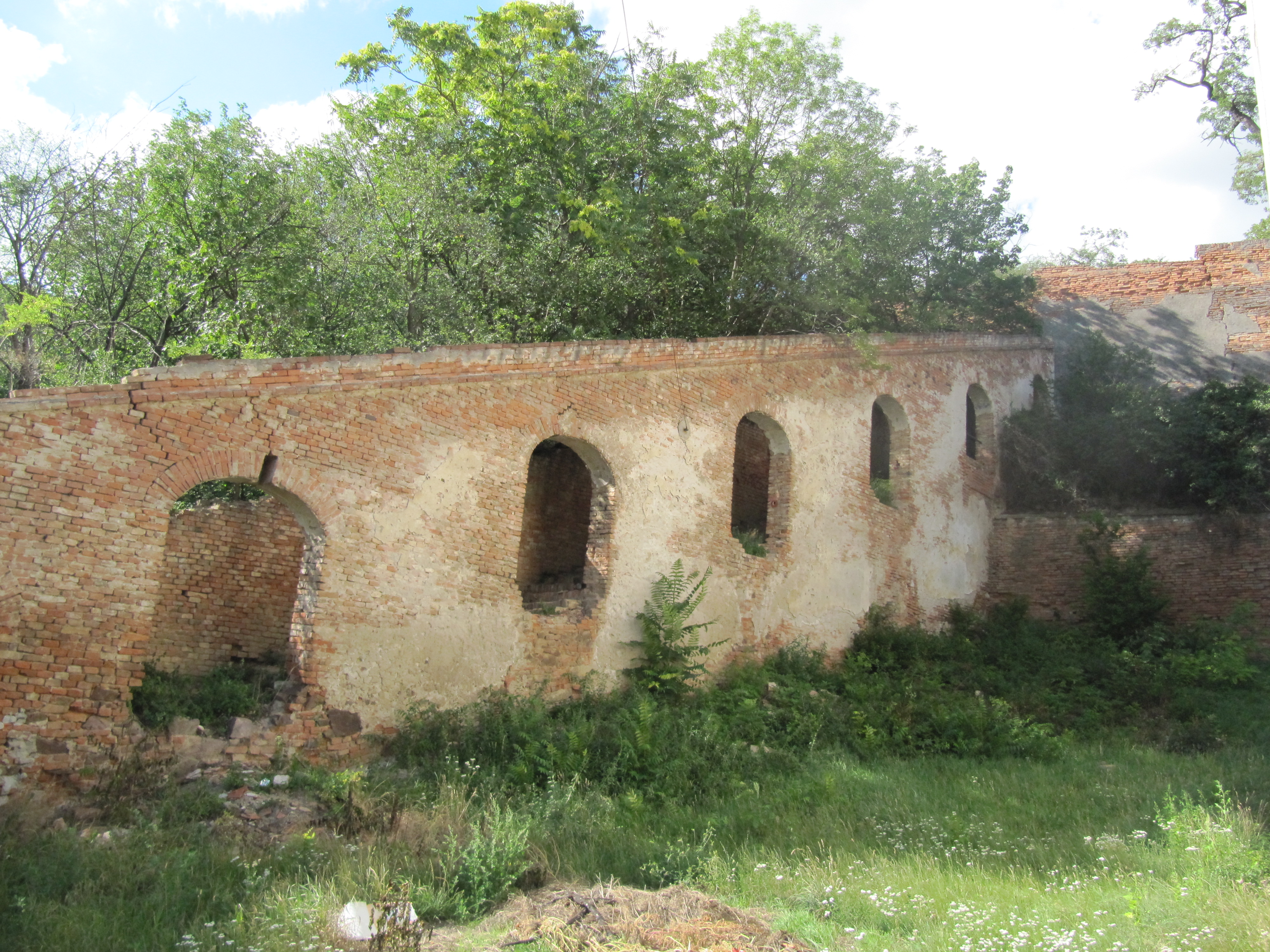
Torzo krytého schodiště